# リチャード・スティーヴンソン
リチャード・スティーヴンソン（F. Richard Stephenson、1941年-）は、ダラム大学の物理学と東アジア学の名誉教授である。研究領域は、古代の天文記録の分析等、天文学の歴史的側面である。1973年に発見された小惑星(10979) フリスティーヴンソンは、彼の名前にちなんで名付けられた。最も有名な著書は、Historical Eclipses and Earth's Rotation (Cambridge University Press, 1997, ISBN 0-521-46194-4)である。